# Alan Clarke
Pour les articles ayant des titres homophones, voir Alan Clark et Allan Clarke (homonymie).
Pour les articles homonymes, voir Clarke.
Alan Clarke est un réalisateur et scénariste britannique né le 28 octobre 1935 à Liverpool (Angleterre) et mort d'un cancer le 24 juillet 1990.

## Biographie
Principalement considéré comme un cinéaste de télévision, entendons par là travaillant sur commande pour la BBC en l'occurrence, ce qu'il était factuellement. Alan Clarke ne fut pas moins considéré par ses pairs comme un cinéaste à part entière, voire un cinéaste à part. Au delà d'un style narratif et esthétique unanimement reconnu comme fort, ses compositions visuelles se caractérisèrent toutes par une composante commune : une inconditionnelle tendresse, fût-elle ressentie douteuse ou justifiée, pour ces personnages qu'il qualifiait paternellement de « merdeux ». Ceux-là mêmes que sa libérale société contemporaine « vomissait », ces empêcheurs de consommer en rond en somme. 

Le point d'orgue de ce qui pouvait à l'époque apparaître lubie de réalisateur, avant d'être distinguée comme une puissante signature, fut atteint en la personne de Trevor (Made in Britain, 1982), ce jeune skinhead inexorablement paumé et iconoclaste, incarné avec une véracité déconcertante par un jeune Tim Roth alors encore méconnu.

## Filmographie

### Réalisateur
- 1967-1968 : Half Hour History (TV)
- 1969 : The Gold Robbers (TV)
- 1969-1970 : The Wednesday Play (TV)
- 1970 : I Can't See My Little Willie (TV)
- 1972 : The Edwardians (en) (TV)
- 1972 : Thirty Minute Theatre (TV)
- 1972 : To Encourage the Others (TV)
- 1973 : The Love Girl and the Innocent (téléfilm de la série Play of the Month (en))
- 1974 : Penda's Fen (TV)
- 1975 : BBC2 Playhouse (TV)
- 1977 : Scum (TV)
- 1978 : Danton's Death (téléfilm de la série Play of the Month (en))[1]
- 1979 : Scum
- 1970-1981 : Play for Today (TV)
- 1982 : Baal (TV)
- 1982 : Made in Britain (TV)
- 1985 : Billy the Kid and the Green Baize Vampire (TV)
- 1985 : Contact (TV)
- 1986 : Rita, Sue and Bob Too
- 1987 : Road
- 1987 : Christine
- 1988 : The Firm
- 1989 : Elephant

### Scénariste
- 1987 : Christine

## Films en vidéo
- Alan Clarke, coffret 3xDVD, Potemkine Films & Agnès b, octobre 2011. Avec Scum, Made in britain, The Firm, Elephant